# Helge Patzak
Helge Patzak (* 2. September 1974 in Trier) ist ein deutscher Basketballtrainer und ehemaliger -spieler. Als Spieler wurde Patzak 1998, noch gemeinsam mit seinem älteren Bruder Jörn Patzak, und 2001 deutscher Pokalsieger. 2002 beendete Patzak seine aktive Karriere in höherklassigen Ligen. Der Gymnasiallehrer war daraufhin als Trainer tätig und konnte die Trierer Erstligareserve 2007 in die damals noch dritthöchste Spielklasse bringen. Später arbeitete Patzak in Luxemburg als Trainer erstklassig. Nach zwei Jahren beim vorherigen Aufsteiger Arantia Larochette trainierte Patzak in der Saison 2015/16 den früheren Meister AB Contern.

## Karriere
Patzak rückte ab 1996 in den Erstligakader der TVG Trier in seiner Heimatstadt auf, dem bereits sein drei Jahre älterer Bruder Jörn Patzak angehörte. 1998 gelang dem Verein, der seit 1990 erstklassig bei den Herren spielte, der erste nationale Titelerfolg mit dem Gewinn des Pokalwettbewerbs. Während sein Bruder sich nach Abschluss seines Studiums auf seine weitere berufliche Karriere konzentrierte, gehörte Helge Patzak zunächst weiter dem Erstligakader an. Infolge der Bosman-Entscheidung und der weitgehenden Freigabe von zuvor bestehenden Beschränkungen sah er sich dort jedoch verschärfter Konkurrenz durch ausländische Spieler ausgesetzt. Trotzdem kam Patzak in den Spielzeiten 1999/2000 bis 2002 auf Einsatzzeiten von mehr als zehn Minuten pro Spiel, was damals für deutsche Spieler beachtlich war. Nach Einstieg eines neuen Namenssponsors gelang 2001 ein weiter Pokalsieg, dem jedoch die Insolvenz des Sponsors und der Spielbetriebsgesellschaft der Trierer folgte. In der Basketball-Bundesliga 2001/02 reichte es noch einmal zum sportlichen Klassenerhalt, bevor auch Helge Patzak seine aktive Karriere in höherklassigen Ligen beendete und sich nach Abschluss seines Studiums auf seine weitere Karriere als Gymnasiallehrer konzentrierte.
Die professionelle Trierer Erstligamannschaft TBB hatte sich spätestens mit der Insolvenz 2001 vom früheren Verein TV Germania getrennt und kooperierte in der Folge im Nachwuchs- und Amateurbereich mit der DJK/MJC aus Trier. Patzak übernahm 2005 die erste Mannschaft des MJC in der Oberliga und konnte die „Reserve“ der TBB nach zwei Aufstiegen in Folge, unter anderem zusammen mit seinem ehemaligen Mannschaftskameraden Charly Brown, in die damals noch dritthöchste Spielklasse Regionalliga führen, bevor er sein Amt im Dezember 2007 zur Verfügung stellte. Später arbeitete Patzak, der als Gymnasiallehrer in Wittlich tätig und zudem zeitweilig beim Trierischen Volksfreund Kolumnist war, in Luxemburg als Basketballtrainer. 2013 wechselte Patzak vom Drittligisten Les Esperants aus Wasserbillig zum Erstliga-Aufsteiger BBC Arantia Larochette aus Fels. Bei diesem Verein wurde er jedoch im März 2015 entlassen, bevor er nach Saisonende einen neuen Vertrag beim früheren Meister Amis du Basket-Ball aus Contern bekam. Er blieb dort bis Saisonende 2015/16 im Amt.